# Жук Віктор Степанович
Віктор Степанович Жук (нар. 18 жовтня 1956, Запоріжжя, УРСР) — радянський та український футболіст, згодом — український тренер, виступав на позиції воротаря.

## Кар'єра гравця
Вихованець запорізьких клубів «Стріла» та «Металург», перший тренер — В. Дмитрощенко. Футбольну кар'єру розпочав у рідному місті, в аматорському клубі «Титан». У 1977 році став гравцем черкаського «Дніпра», а в 1979 році дебютував у першій команді запорізького «Металурга». У 1980 році був запрошений до одеського «Чорноморця», але в радянській «вишці» не зіграв жодного поєдинку й повернувся до черкаського «Дніпра». У 1981 році знову став основним гравцем запорізького «Металурга». В сезоні 1984 року відіграв усі 42 матчі національного чемпіонату. Загалом же в складі запорожців виступав до 1986 року, за цей час зіграв у 181 офіційному поєдинку. У 1987 році перейшов до охтирського «Нафтовика». У 1989 році захищав кольори гомельського «Гомсільмашу». У 1990 році розпочав виступи в чернівецькій «Буковина», а завершив — у хмельницькому «Поділлі». Наступного року перейшов до криворізького «Кривбасу». У 1992 році виїхав до Польщі, де завершив кар'єру гравця в КС «Мислице».

## Кар'єра тренера
По завершенні кар'єри гравця розпочав тренерську діяльність. У 2004 році приєднався до тренерського штабу рідного «Металурга» (Запоріжжя), в якому допомагав тренувати воротарів. У червні 2010 року залишив запорізький клуб. 10 січня 2017 року був призначений на посаду виконувача обов'язків головного тренера запорізького «Металурга».